# Dierk Spreen
Dierk Spreen (* 1965 in München) ist ein deutscher Soziologe.

## Leben
Spreen studierte (M.A. 1993) Politikwissenschaft, Soziologie und Psychologie und wurde 1998 an der Universität Freiburg im Breisgau mit der wissenssoziologischen Dissertation Tausch, Technik, Krieg. Die Geburt der Gesellschaft im technisch-medialen Apriori promoviert. 1999/2000 war er Post Doc am Graduiertenkolleg „Technisierung und Gesellschaft“ der TU Darmstadt und von 2001 bis 2006 wissenschaftlicher Assistent am Lehrstuhl für Allgemeine Soziologie an der Universität Paderborn. 2006 habilitierte er sich ebendort mit der soziologischen Arbeit Krieg und Gesellschaft. Die Konstitutionsfunktion des Krieges für moderne Gesellschaften und wurde Privatdozent. Bis 2014 war er Akademischer Oberrat im Fach Soziologie an der Universität Paderborn.
Zwischenzeitlich war er Lehrstuhlvertreter für Allgemeine Soziologie und für Medienwissenschaften in Paderborn sowie für Kommunikationswissenschaft in Lüneburg. Er nahm Lehraufträge in Darmstadt (Gesellschaftswissenschaften), in Freiburg im Breisgau (Soziologie), in Bielefeld (Erziehungswissenschaften), an der Führungsakademie der Bundeswehr, an der Hochschule für Wirtschaft und Recht Berlin (Wirtschaftswissenschaften) und an der Hochschule Magdeburg-Stendal (h2) im Studiengang Mensch-Technik-Interaktion (MTI) wahr. Von 2015 bis 2019 war er als Büroleiter für den Wirtschaftspolitischen und Kulturpolitischen Sprecher der SPD-Fraktion im Abgeordnetenhaus von Berlin Frank Jahnke tätig. Anschließend leitete er bis zum Projektende 2021 die Wissensplattform „Erde und Umwelt“ Earth System Knowledge Platform (ESKP) des Forschungsbereichs Erde und Umwelt der Helmholtz-Gemeinschaft Deutscher Forschungszentren am GeoForschungsZentrum Potsdam. Seit dem Wintersemester 2021/22 nimmt er im Fachbereich Wirtschaftswissenschaften der Hochschule für Wirtschaft und Recht Berlin (HWR) eine Gastprofessur für Gesellschaftswissenschaften wahr. Zudem ist er Mitarbeiter am Lehrstuhl für Unternehmenskommunikation an der Universität der Bundeswehr (UniBw). Zwischenzeitlich (2024) vertrat er eine Position im Forschungsbereich Militärsoziologie am Zentrum für Militärgeschichte und Sozialwissenschaften der Bundeswehr (ZMSBw) in Potsdam.
Spreen gehörte von 2000 bis 2006 dem Redaktionskreis der Zeitschrift Neue Gesellschaft/Frankfurter Hefte an; außerdem ist er Redakteur der Zeitschrift Ästhetik & Kommunikation (seit 1997) und Vorstandsmitglied der Gesellschaft für Kultur und Raumfahrt e.V. (seit 2010). Von 2022 bis 2024 war er Visiting Researcher an der Estonian Military Academy (Kaitseväe Akadeemia) in Tartu.

## Veröffentlichungen

### Als Autor
- Tausch, Technik, Krieg. Die Geburt der Gesellschaft im technisch-medialen Apriori (= Argument. Sonderband, N.F., AS 261). Argument Verlag, Berlin, 1998, ISBN 3-88619-261-X.
- Cyborgs und andere Techno-Körper. Ein Essay im Grenzbereich von Bios und Techne. 2. Auflage. Erster Deutscher Fantasy Club, Passau, 2000, ISBN 3-932621-07-7.
- Krieg und Gesellschaft. Die Konstitutionsfunktion des Krieges für moderne Gesellschaften (= Soziologische Schriften. Band 81). Duncker & Humblot, Berlin, 2008, ISBN 978-3-428-12561-6.
- Soziologie der Weltraumfahrt (= Kulturen der Gesellschaft. Band 12) (zus. mit Joachim Fischer). Transcript Verlag, Bielefeld, 2014, ISBN 978-3-8376-2775-6.
- Upgradekultur. Der Körper in der Enhancement-Gesellschaft (= xTexte). Transcript Verlag, Bielefeld, 2015, ISBN 978-3-8376-3008-4.
- Kritik des Transhumanismus. Über eine Ideologie der Optimierungsgesellschaft (= Kulturen der Gesellschaft, Band 32) (zus. mit Bernd Flessner, Herbert M. Hurka, Johannes Rüster). Transcript Verlag, Bielefeld, 2018, ISBN 978-3-8376-4287-2.

### Als Herausgeber
- Online-Verstrickungen. Immanenzen und Ambivalenzen (= Ästhetik & Kommunikation, H. 96). Ästhetik & Kommunikation e.V., Berlin, 1997.
- Technologien als Diskurse. Konstruktionen von Wissen, Medien und Körpern (zus. mit Andreas Lösch, Dominik Schrage und Markus Stauff). Synchron Verlag, Heidelberg, 2001, ISBN 3-935025-17-3.
- Spurensuche im All (= Perry Rhodan studies) (zus. mit Klaus Bollenhöfener, Klaus Farin). Tilsner Verlag, Bad Tölz, 2003, ISBN 3-936068-88-7.
- Medien, Körper, Geschlecht. Diskursivierungen von Materialität. Festschrift für Hannelore Bublitz (zus. mit Birgit Riegraf, Sabine Mehlmann). Transcript Verlag, Bielefeld, 2012, ISBN 978-3-8376-2084-9
- Krieg und Zivilgesellschaft (= Soziologische Schriften. Band 84) (zus. mit Trutz von Trotha). Duncker & Humblot, Berlin, 2012, ISBN 978-3-428-13206-5.
- Biodiversität im Meer und an Land. Vom Wert biologischer Vielfalt (ESKP-Themenspezial) (zus. mit Jana Kandarr, Oliver Jorzik, Pia Klinghammer). Helmholtz-Zentrum Potsdam – Deutsches GeoForschungsZentrum, Potsdam, 2020, ISBN 978-3-9816597-4-0 (PDF)
- Vulkanismus und Gesellschaft. Zwischen Risiko, Vorsorge und Faszination (ESKP-Themenspezial) (zus. mit Jana Kandarr, Oliver Jorzik, Pia Klinghammer). Helmholtz-Zentrum Potsdam – Deutsches GeoForschungsZentrum, Potsdam, 2020, ISBN 978-3-9816597-3-3 (PDF)
- Die Raumfahrt der Gesellschaft. Wirtschaft und Kultur im New Space Age (= Kulturen der Gesellschaft, Band 50) (zus. mit Bernd Flessner). Transcript Verlag, Bielefeld, 2022, ISBN 978-3-8376-5762-3.

### Aufsätze (Auswahl)
- Bildung als »regulative Idee«. DIE Zeitschrift für Erwachsenenbildung (Deutsches Institut für Erwachsenenbildung – Leibniz-Zentrum für Lebenslanges Lernen), 2004, 11(3), S. 31–33, ISSN 0945-3164. (Download)
- Cyberspace und Hyperraumrevolution. Die Science-Fiction-Literatur sagt unsere Zukunft voraus, auch die Zukunft der Kommunikation. Berliner Zeitung, 20. Mai 2005, 61(115), S. 61. (PDF)
- Der Cyborg. Diskurse zwischen Körper und Technik. In: E. Eßlinger, T. Schlechtriemen, D. Schweitzer & A. Zons (Hrsg.): Figuren des Dritten. Ein kulturwissenschaftliches Paradigma (S. 166–179). Frankfurt am Main, 2010: Suhrkamp, ISBN 978-3-518-29571-7. (PDF)
- Jugend und gewalthaltige Massenkultur. Zur Soziologie der Unterhaltung und der Sozialisationsfunktion der Medien. In: J. Herrmann, J. Metelmann & H.-G. Schwandt (Hrsg.): Wissen sie, was sie tun? Zur filmischen Inszenierung der Gewalt von und an Kindern und Jugendlichen (S. 16–48). Marburg, 2012: Schüren Verlag, ISBN 978-3894727321. (PDF)
- Was bedeutet die Rede von Machtdispositiven? Zum Verhältnis von Macht und Recht nach Michel Foucault. Ästhetik & Kommunikation, 2010, 41(151), S. 97–103, ISSN 0341-7212. (PDF)
- Prothesen, Aufschreibesysteme, Cyborgs. Ästhetik & Kommunikation, 2012, 43(158/159), 89–96, ISBN 9783000410536, ISSN 0341-7212. (PDF)
- Weltzivilgesellschaft und Gewalt. Ordnungskonstitutive Gewalt im Zeitalter des globalen Politischen. In D. Spreen & T. v. Trotha (Hrsg.), Krieg und Zivilgesellschaft (S. 33–95). Berlin, 2012: Duncker & Humblot, ISBN 978-3428532063.
- Zum Tode von Trutz von Trotha. Ästhetik & Kommunikation, 2013, 44(161), 85–90. (PDF)
- Digitalisierung und Innere Führung. In U. Hartmann & C. v. Rosen (Hrsg.), Jahrbuch Innere Führung 2014: Drohnen, Roboter und Cyborgs – Der Soldat im Angesicht neuer Militärtechnologien (S. 46–59). Berlin, 2014: Carola Hartmann Miles-Verlag, ISBN 978-3937885612. (PDF)
- Die dritte Raumrevolution. Weltraumfahrt und Weltgesellschaft nach Carl Schmitt und Niklas Luhmann. In: J. Fischer & D. Spreen (Hrsg.): Soziologie der Weltraumfahrt (S. 89–127). Bielefeld, 2014: Transcript Verlag, ISBN 9783839427750. (PDF)
- Plädoyer für eine globale Gewaltbewältigung. ADLAS, 2016, 10(1), S. 24–28, ISSN 1869-1684. (PDF)
- Die Kunst des Enhancements. Dialoge (hrsg. Hessisches Landesmuseum Darmstadt & Schader-Stiftung), 2016, (5), S. 22–25, ISSN 2199-5036. (Download)
- Der anomische Soldat. Neue Tendenzen in den zivil-militärischen Beziehungen und im Bereich politisch-militärischer Führung. In: A.-S. Jürgens & M. Wierschem (Hrsg.), Patterns of Dis|Order. Beiträge zur Kulturgeschichte der Un|Ordnung (S. 209–220). Zürich, 2017: LIT Verlag, ISBN 978-3643907868.
- HR Giger und seine Kunst des hybriden Enhancements. In: H. M. Hurka: HR Giger. Das Buch. Biografie – Kunst – Medien (S. 325–329). Hamburg, 2018: Tredition, ISBN 978-3743982611. (PDF)
- Politische Ökonomie nach dem Menschen. Die transhumane Herausforderung. In: D. Spreen, B. Flessner, H. M. Hurka, & J. Rüster (Hrsg.): Kritik des Transhumanismus (S. 15–62). Bielefeld, 2018: Transcript Verlag, ISBN 978-3839442876. (PDF)
- Integration der NVA als Erfolgsmodell? (zusammen mit Reinhold Robbe) In: U. Hartmann & C. v. Rosen (Hrsg.): Jahrbuch Innere Führung 2018: Innere Führung zwischen Aufbruch, Abbau und Abschaffung: Neues denken, Mitgestaltung fördern, Alternativen wagen (S. 115–129). Berlin, 2019: Carola Hartmann Miles-Verlag, ISBN 978-3945861868. (PDF)
- Rechtspopulismus und Bundeswehr. Eine Bestandsaufnahme mit Risikoanalyse. In: A. Dörfler-Dierken (Hrsg.): Hinschauen! Geschlecht, Nation, Ritual. Systemische Probleme oder individuelles Fehlverhalten? (S. 97–136). Berlin, 2019: Carola Hartmann Miles-Verlag, ISBN 978-3-945861837.
- Cyborg. In M. Heßler & K. Liggieri (Hrsg.), Technikanthropologie. Handbuch für Wissenschaft und Studium (S. 306–309). Baden-Baden, 2020. Nomos Verlag, ISBN 978-3-848745425.
- Von der Globalisierung zur Transglobalisierung? Raumfahrt Concret, 2020, 21(113), S. 44–47. (PDF)
- Begriffsdefinition: Was ist gemeint, wenn wir von Biodiversität reden? In: J. Kandarr, O. Jorzik, P. Klinghammer & D. Spreen (Hrsg.): Biodiversität im Meer und an Land. Vom Wert biologischer Vielfalt (ESKP-Themenspezial) (S. 9–13). Potsdam, 2021: Helmholtz-Zentrum Potsdam – Deutsches GeoForschungsZentrum, ISBN 978-3981659740. (PDF)
- Über den Menschen hinaus? Upgradekultur und Transhumanismus. In: B. Kepplinger & F. Schwanninger (Hrsg.): Optimierung des Menschen. Beiträge der 5. Internationalen Hartheim Konferenz (Gesellschaftspolitische Texte des Lern- und Gedenkorts Schloss Hartheim, Bd. 2) (S. 167–186). Innsbruck-Wien-Bozen 2020: Studienverlag, ISBN 978-3-706556361. (PDF)
- Wissenssynthese und Wissenschaftskommunikation: Vom Primat des Publikums. Das Beispiel der Earth System Knowledge Platform (zusammen mit Oliver Jorzik, Jana Kandarr, Pia Klinghammer und Oliver Bens). System Erde, 2021, 11(1), S. 18–23, ISSN 2191-8589. (PDF)
- Raumfahrer-Ökonomien. Nutzen, Gewinn und Nachhaltigkeit in der Weltraumfahrt. In: D. Spreen & B. Flessner (Hrsg.): Die Raumfahrt der Gesellschaft. Wirtschaft und Kultur im New Space Age (S. 35–124). Bielefeld, 2022. Transcript Verlag, ISBN 978-3-837657623.
- WarTok – Kriegskommunikation gestalten. (zusammen mit Natascha Zowislo-Grünewald). Ästhetik & Kommunikation, 2023, 52(188), S. 152–157. ISBN 978-3-982259154, ISSN 0341-7212.
- Artifizielle Kommunikation und Verantwortlichkeit: Zum guten Gebrauch Künstlicher Intelligenz. Ästhetik & Kommunikation, 2024, 53(192/193), S. 19–32. ISBN 978-3-982259185, ISSN 0341-7212.
- Habitat-Polizei und Raumschiff Erde. Polizei. Wissen. Themen polizeilicher Bildung, 2024, 8(2), S. 18–21. ISSN 2567-6849